# Jorge Radhamés Zorrilla Ozuna
Jorge Radhamés Zorrilla Ozuna (Hato Mayor, 16 de diciembre de 1954 - ) es un abogado, exmilitar y político dominicano. Presidente y fundador del Partido Cívico Renovador. Comandante general del Ejército de República Dominicana durante el período 2003-2004. Ex director del Instituto de Estabilización de Precios (INESPRE).

## Primeros años
Jorge Radhamés Zorrilla Ozuna es un intelectual, historiador, militar, conferencista y político dominicano. Nació el 16 de diciembre de 1954,en Guayabo Dulce, municipio de Hato Mayor, provincia Hato Mayor del Rey, República Dominicana. Hijo de don Manuel María Zorrilla y señora Sirila Ozuna (doña Sila).

## Educación
Inició sus estudios en Guayabo Dulce y los continuó en el municipio de Hato Mayor hasta el 2.º. Curso de la escuela secundaria. Cuando ingresó al Ejército Dominicano como conscripto, en el año 1972, continuó sus estudios en el Instituto Gustavo Adolfo Becker, municipio de Los Alcarrizos, provincia Santo Domingo, recibiendo el título de bachiller.
De inmediato fue aprobado para ingresar a la Academia Militar Batalla de Las Carreras, en la que se graduó con honores, recibiendo el grado de 2.º. Teniente.
Más adelante, ingresa a la Universidad Central Dominicana de Estudios Profesionales, y en ella obtiene el título de Licenciado en Derecho. Ha obtenido el título de varios diplomados, entre los que se destaca el de Ciencias Sociales, cursado en la  Universidad Autónomo de Santo Domingo (UASD). Se ha destacado como conferencista en el ámbito histórico y social,tanto en la República Dominicana, como en el extranjero, impulsando proyectos de recuperación de bienes históricos en el país.

## Vida Militar
En su vida militar, por su dedicación y disciplina, obtuvo un ascenso sistemático, ocupando diversos cargos de relevancia, entre los que cabe destacar: el de Comandante del Primer Regimiento Dominicano de la Guardia Presidencial desde el año 2000 hasta el 2003, donde se destacó por contribuir con el crecimiento de la educación y las obras comunitarias y sociales del país. En el año 2003 alcanzó la Jefatura de Estado Mayor del Ejército Nacional, máximo cargo de la institución.

## Inicios en la Política
A su salida de la carrera militar, con un grupo de amigos y exmilitares organiza el Movimiento
Cívico Renovador, el cual, en el año 2008, le sirvió para apoyar la candidatura de Miguel Vargas Maldonado a la presidencia de la República por el Partido Revolucionario Dominicano.
El 8 de septiembre de 2009, el Partido Cívico Renovador es reconocido por la Junta Central Electoral, y en diciembre del mismo año mediante la Resolución n.º 18-2009 se le otorga el reconocimiento como organización política.
En el año 2010, el Partido Revolucionario Dominicano, lo incluye en su boleta como candidato a senador por la provincia de Hato Mayor del Rey, candidatura que no ganó por un fraude producido en varias juntas municipales.
El Partido Cívico Renovador, en el 2012 concerta una alianza programática con el Partido de La Liberación Dominicana (PLD); con base a ella firmó el “Pacto Progresista Renovador”. Dicho acuerdo estuvo avalado por el presidente del PLD, Leonel Fernández Reyna (También Presidente de la República),
Danilo Medina Sánchez, candidato presidencial, y Reinaldo Pared Pérez, Secretario General del PLD; y por el PCR, su presidente Jorge R. Zorrilla unOzuna; y el secretario general, Franklin White Copplin. Otros firmantes por el PLD fueron Francisco Javier García, coordinador general de campaña; Euclides Gutiérrez Félix, Jaime David Fernández Mirabal, Temístocles Montás y Radhamés Camacho, miembros del Comité Político; además de Roberto Salcedo, Alcalde del Distrito Nacional, y los senadores Félix Bautista, de San Juan de la Maguana; Amílcar Romero, de la provincia Duarte; Rubén Darío Cruz, de Hato Mayor; Félix Nova, de Monseñor Nouel; José Rafael Vargas, de Espaillat; y Rafael Calderón, de Azua. Posteriormente esta alianza llevó al Lic. Danilo Medina a la presidencia de la República Dominicana.
El Partido Cívico Renovador actualmente está colocado en el número 10, según la cantidad de votos recibidos, de un total de 28 partidos, otorgado por la Junta Central Electoral.

## Escritor
Ha escrito dos obras: Gregorio Luperón, Padre de la Segunda República y Origen y Evolución de la Guardia Presidencial, ambas con su segunda edición.
Por la primera obra, ha recibido varios reconocimientos, y ha participado en diversos foros y conferencias, exponiendo acerca de la figura del General Gregorio Luperón.

## Fundación Sila Ozuna
En el 2004 constituye la Fundación Sila Ozuna, la cual preside, en honor a su madre fallecida,y en recordación del trabajo que ella realizó en favor de los que menos pueden. Esta institución se ha destacado por su actividad social y comunitaria realizada en gran parte del territorio dominicano, siempre preocupada por los más pobres del país.

## Dirección del INESPRE
En agosto del 2012, mediante el decreto 468-12 el presidente de la República Dominicana, Lic. Danilo Medina, lo designa como nuevo Director Ejecutivo del Instituto de Estabilización de Precios (INESPRE); cargo que ocupó hasta agosto del año 2020. A lo largo de su gestión, reforzó los trabajos de la institución gubernamental a través de los diferentes programas de apoyo a los productores locales, llevando comida barata a los dominicanos de menos ingresos en las diferentes provincias del país. Durante su gestión se celebró con gran esplendor el 50 aniversario de la institución, con la participación de las principales autoridades del área agropecuaria; y el ministro de Economía, en representación del Presidente de la República. Su gestión se caracterizó por su buena organización y pulcritud en el manejo de los recursos públicos, recibiendo diversos reconocimientos por los organismos encargados como la Comisión Nacional de Ética Gubernamental.

## Instituto de Estudios Antillanistas General Gregorio Luperón
Fue el ideólogo y fundador del Instituto de Estudios Antillanistas General Gregorio Luperón, junto a un grupo de académicos y de estudiosos de la historia y cultura de las islas y territorios antillanos. Actualmente es su Presidente.
El grupo inició sus reuniones por el año 2014, trabajando como sociedad en formación. En el 2018, la institución presenta en Asamblea sus Estatutos y demás documentos constitutivos, y en ese mismo año recibe el reconocimiento oficial.
El Instituto nació con el objetivo de estudiar, investigar, y divulgar el devenir histórico, la identidad, la cultura, desarrollo y actualidad de todos los pueblos que conforman el Archipiélago Antillano, sin excepción. Ha promovido diversas conferencias y estudios en el país y en el exterior, y ha concertado intercambio con intelectuales de Cuba y otros radicados en los Estados Unidos.
Fue el promotor para la remodelación de la plaza General Gregorio Luperón, situada en la avenida del mismo nombre, frente al parque Mirador Sur, además de colocar allí una estatua en honor al prócer. Todo en nombre del Instituto de Estudios Antillanistas General Gregorio Luperón.

## Inclusión del Voto Militar en República Dominicana
El 1 de junio del 2015, realizó una propuesta para incluir en el proyecto de modificación constitucional de la República Dominicana el sufragio de militares y policías, con efectividad para las elecciones del año 2016.
La modificación tenía como propósito defender el voto como derecho fundamental, fortalecer la democracia dominicana y otorgarle a los militares y policías dominicanos el derecho al voto, como tiene todo ciudadano según el artículo 21 de la Declaración Universal de los Derechos Humanos.
Solo 4 países, de los 35 que conforman Las Américas y El Caribe, prohíben el derecho al voto militar, siendo República Dominicana uno de ellos junto a Colombia, Honduras y Guatemala. Por ello, esta propuesta de modificación constitucional de la República Dominicana, tendría una trascendencia nacional, beneficiando alrededor de 90 mil miembros de la fuerza de seguridad y orden del país. Como parte de esta propuesta, se planteaba que el mandato constitucional debe establecer que los militares y policías no pueden involucrarse en la militancia partidaria, para garantizar que estos sigan siendo garantes de la democracia y no desestabilicen el proceso democrático de la nación dominicana.

## Conferencista
Se ha destacado como conferencista nacional e internacional, dictando conferencias en universidades, colegios, escuelas, centros culturales, recintos militares y otras instituciones afines.

## Vida personal
El 3 de marzo de 1984 contrajo nupcias con Rosanna González, con quien ha procreado tres hijos: Jorge Manuel, Katherine Johanna y Jorge Radhamés.

## Reconocimientos
Por su trayectoria profesional, y por la labor desempeñada en las filas del Ejército Nacional, ha sido merecedor de incontables reconocimientos, tanto en el país como en el extranjero, dentro de los que se encuentran:
·    En el 2013 reconocimiento por parte del senador y alcalde de la ciudad de Union City, Brian P. Stack (New Jersey)
·    Reconocimiento del alcalde ciudad de Paterson, José (Joy) Torres
·    Reconocimiento de "Visitante Distinguido" por el Consejo de Regidores de Puerto Plata, en el 2013
·    Título Honoris Causa, emitido por la Universidad Cela International, con sede en Miami.